# Armavir (provins)
För olika betydelser av Armavir, se Armavir
Armavir (armeniska: Արմավիր) är en provins i Armenien, belägen vid gränsen till Turkiet. Huvudorten är Armavir.
Provinsen hade 265 770 invånare (2011).